# Halowe Mistrzostwa Świata w Lekkoatletyce 2012 – sztafeta 4 × 400 m mężczyzn
Sztafeta 4 x 400 metrów mężczyzn – jedna z konkurencji rozgrywanych podczas 14. Halowych Mistrzostw Świata w Stambule.
Eliminacje odbyły się 10 marca, a finał zaplanowano na 11 marca.
W przeciwieństwie do pozostałych konkurencji, w biegach sztafetowych IAAF nie ustalił minimów kwalifikacyjnych, pozostawiając decyzję o występie federacjom krajowym.

## Rekordy
W poniższej tabeli przedstawiono (według stanu przed rozpoczęciem mistrzostw) rekordy świata, poszczególnych kontynentów, halowych mistrzostw świata a także najlepszy wynik na świecie w sezonie halowym 2012.
| Rekord świata                     | Andre Morris Dameon Johnson Deon Minor Milton Campbell                       | 3:02,83 | Maebashi     | 7 marca 1999   |
| Rekord halowych mistrzostw świata | Andre Morris Dameon Johnson Deon Minor Milton Campbell                       | 3:02,83 | Maebashi     | 7 marca 1999   |
| Halowy rekord Afryki              | Jude Monye Fidelis Gadzama Sunday Bada Enefiok Udo-Obong                     | 3:09,76 | Lizbona      | 10 marca 2001  |
| Halowy rekord Ameryki Południowej | Claudinei da Silva Osmar dos Santos Flávio Godoy Geraldo Maranhão            | 3:10,50 | Paryż        | 8 marca 1997   |
| Halowy rekord Ameryki Północnej   | Andre Morris Dameon Johnson Deon Minor Milton Campbell                       | 3:02,83 | Maebashi     | 7 marca 1999   |
| Halowy rekord Azji                | Kazuhiro Takahashi Jun Osakada Masayoshi Kan Shunji Karube                   | 3:05,90 | Maebashi     | 7 marca 1999   |
| Halowy rekord Europy              | Piotr Haczek Jacek Bocian Piotr Rysiukiewicz Robert Maćkowiak                | 3:03,01 | Maebashi     | 7 marca 1999   |
| Halowy rekord Australii i Oceanii | Paul Greene Mark Garner Rohan Robinson Steve Perry                           | 3:08,49 | Sewilla      | 10 marca 1991  |
| Listy światowe                    | University of Arkansas Marek Niit Akheem Gauntlett Ben Skidmore Neill Braddy | 3:03,76 | Fayetteville | 11 lutego 2012 |

## Terminarz
| Data          | Godzina | Runda      |
| ------------- | ------- | ---------- |
| 10 marca 2012 | 11:20   | Eliminacje |
| 11 marca 2012 | 17:40   | Finał      |

## Rezultaty
| CR – rekord mistrzostw \| NR – rekord kraju |

### Eliminacje
| Poz. | Bieg | Reprezentacja     | Zawodnicy                                                                  | Rezultat | Uwagi |
| ---- | ---- | ----------------- | -------------------------------------------------------------------------- | -------- | ----- |
| 1    | 2    | Wielka Brytania   | Conrad Williams, Luke Lennon-Ford, Michael Bingham, Richard Buck           | 3:07.45  | Q     |
| 2    | 1    | Stany Zjednoczone | Frankie Wright, Jamaal Torrance, Manteo Mitchell, Quentin Iglehart-Summers | 3:07.47  | Q     |
| 3    | 2    | Polska            | Jakub Krzewina, Marcin Marciniszyn, Grzegorz Sobiński, Łukasz Krawczuk     | 3:07.99  | Q     |
| 4    | 2    | Trynidad i Tobago | Lalonde Gordon, Renny Quow, Jereem Richards, Jarrin Solomon                | 3:08.32  | q     |
| 5    | 2    | Rosja             | Siergiej Pietuchow, Walentin Kruglakow, Siemion Gołubiew, Władisław Frołow | 3:08.43  | q     |
| 6    | 2    | Ukraina           | Mychajło Knysz, Wołodymyr Burakow, Dmytro Bikułow, Jewhen Hucoł            | 3:08.92  | NR    |
| 7    | 2    | Czechy            | Josef Prorok, Petr Lichý, Vaclav Barak, Theodor Jareš                      | 3:09.46  |       |
| 8    | 1    | Hiszpania         | Mark Ujakpor, David Testa, Samuel Garcia, Xavier Carrión                   | 3:10.51  | Q     |
| 9    | 1    | Wenezuela         | José Acevedo, Omar Longart, Alberto Aguilar, Freddy Mezones                | 3:11.11  | NR    |
| 10   | 1    | Turcja            | Ali Ekber Kayaş, Halit Kiliç, Mehmet Güzel, Yavuz Can                      | 3:11.28  | NR    |
| 11   | 1    | Botswana          | Thapelo Ketlogetswe, Isaac Makwala, Pako Seribe, Zacharia Kamberuka        | 3:13.21  |       |
|      | 1    | Bahamy            | Michael Mathieu, La'Sean Pickstock, Jameson Strachan, Demetrius Pinder     | DNS      |       |

### Finał
| Poz. | Reprezentacja     | Zawodnicy                                                                  | Czas    | Uwagi |
| ---- | ----------------- | -------------------------------------------------------------------------- | ------- | ----- |
|      | Stany Zjednoczone | Frankie Wright, Calvin Smith, Manteo Mitchell, Gil Roberts                 | 3:03,94 | SB    |
|      | Wielka Brytania   | Conrad Williams, Nigel Levine, Michael Bingham, Richard Buck               | 3:04,72 | SB    |
|      | Trynidad i Tobago | Lalonde Gordon, Renny Quow, Jereem Richards, Jarrin Solomon                | 3:06,85 | NR    |
| 4    | Rosja             | Siergiej Pietuchow, Walentin Kruglakow, Siemion Gołubiew, Władisław Frołow | 3:07,35 | SB    |
| 5    | Hiszpania         | Mark Ujakpor, David Testa, Samuel García, Xavier Carrión                   | 3:10,01 | SB    |
| 6    | Polska            | Jakub Krzewina, Marcin Marciniszyn, Grzegorz Sobiński, Łukasz Krawczuk     | 3:11,86 |       |